# Danny Ramirez
Danny Ramirez (* 17. September 1992 in Chicago, Illinois) ist ein US-amerikanischer Schauspieler.

## Leben und Karriere
Danny Ramirez stammt aus Chicago, wo er als Sohn einer Mexikanerin und eines Kolumbianers geboren wurde. Als er sieben Jahre alt war, zog die Familie nach Miami. Nachdem er in seiner Jugend Fußball betrieb, nahm er später ein Ingenieur-Studium an der Tandon School of Engineering in New York City auf, mit dem er sein 2013 an der Tisch School of the Arts begonnenes Schauspielstudium absicherte. Zuvor hatte er durch einige Statistenrollen und Auftritte in Werbespots sowie als Model Erfahrungen in der Darstellung vor der Kamera gesammelt. Als Model wurde er unter anderem für die New York Fashion Week im Jahr 2012 gebucht. Rückblickend betrachtet, erachtet er seine Ausbildungszeit bei den Stonestreet Studios als wichtigste Station im Laufe seiner Schauspielausbildung.
Ramirez war 2015 bei einem Gastauftritt in der Serie The Affair erstmals vor der Kamera zu sehen. Es folgten Gastrollen in Blindspot und Orange Is the New Black. Von 2017 bis 2018 übernahm er als Wes eine wiederkehrende Rolle in der Serie The Gifted. 2018 übernahm er dann als Diamond eine Nebenrolle im Spielfilm Assassination Nation. Von 2018 bis 2019 übernahm er als Mario Martinez eine Nebenrolle in den ersten beiden Staffeln der Coming-of-Age-Serie On My Block. Ein Jahr darauf trat er als Jake im Filmdrama Lost Transmissions auf. 2021 wurde die Serie The Falcon and the Winter Soldier, die Teil des Marvel Cinematic Universe ist, veröffentlicht. Darin übernahm Ramirez als Joaquin Torres eine der zentralen Rollen. Auch im Film Top Gun: Maverick (2022) ist er in einer Nebenrolle zu sehen.

## Filmografie (Auswahl)
- 2015: The Affair (Fernsehserie, Episode 2x01)
- 2016: Blindspot (Fernsehserie, Episode 1x19)
- 2017: Orange Is the New Black (Fernsehserie, Episode 5x08)
- 2017–2018: The Gifted (Fernsehserie, 3 Episoden)
- 2018: Assassination Nation
- 2018–2019: On My Block (Fernsehserie, 4 Episoden)
- 2019: Tone-Deaf
- 2019: Lost Transmissions
- 2019: The Giant
- 2020: Silo
- 2020: Valley Girl
- 2021: This Is Not a War Story
- 2021: The Falcon and the Winter Soldier (Fernsehserie, 5 Episoden)
- 2022: No Exit
- 2022: Top Gun: Maverick
- 2022: Stars at Noon
- 2022: Look Both Way
- 2022: Tales of The Walking Dead
- 2023: Black Mirror (Fernsehserie, Episode 6x04)
- 2024: Winner
- 2025: Captain America: Brave New World
- 2025: The Last of Us (Fernsehserie, 4 Episoden)